# کورگاش
کورگاش (به لاتین: Kurgash) یک منطقهٔ مسکونی در روسیه است که در باشقیرستان واقع شده‌است.